# تور جهانی هلو مانسترز
تور جهانی هِلو مانسترز (انگلیسی: Hello Monsters World Tour) نخستین تور کنسرت جهانی گروه دخترانهٔ کره‌ای بیبی‌مانستر است. این تور از تاریخ ۲۵ ژانویهٔ ۲۰۲۵ در سالن کی‌اس‌پی‌او دُم در کره جنوبی آغاز شد و در حال حاضر شامل ۳۲ اجرا در نقاط مختلف آسیا و آمریکای شمالی است.

## پیش‌زمینه و توسعه
در ۱۸ نوامبر ۲۰۲۴، وای‌جی انترتینمنت اعلام کرد که بیبی‌مانستر نخستین تور جهانی خود با عنوان «هِلو مانسترز» را از ژانویهٔ سال بعد آغاز خواهد کرد و این تور شامل اجراهایی در آسیا و ایالات متحده آمریکا خواهد بود.
در ۶ ژانویه، وای‌جی سه شهر سنگاپور، هنگ کنگ و بانکوک را به برنامهٔ تور اضافه کرد. در ۱۳ ژانویه، برگزاری کنسرت‌هایی در هوشی‌مین و جاکارتا نیز به فهرست اضافه شد. در ۲۰ ژانویهٔ ۲۰۲۵، دو تاریخ جدید دیگر نیز برای کوالا لامپور (۲۱ ژوئن) و تائویوان (۲۸ ژوئن) اعلام شد.
در ۳ مارس، برگزاری بخشی جدید از تور در آمریکای شمالی نیز اعلام شد.
در ۹ مه، وای‌جی انترتینمنت اعلام کرد که عضو گروه، رامی به دلیل تمرکز بر بهبود وضعیت سلامت خود، به مرخصی می‌رود و در بخش آسیایی تور حضور نخواهد داشت.

## عملکرد تجاری
بر پایهٔ آمار منتشرشده از سوی سامانهٔ اطلاعات فروش بلیت هنرهای نمایشی کره (KOPIS)، دو اجرای بیبی‌مانستر در سالن کی‌اس‌پی‌او دُم مجموعاً ۲۰٬۳۴۹ بلیت فروخت که شامل ۱۰٬۱۱۳ بلیت در روز نخست و ۱۰٬۲۳۶ بلیت در روز دوم بود. درآمد تقریبی حاصل از فروش بلیت این دو اجرا حدود ۳٫۳۶ میلیارد وون برآورد شده است.